# Nuyakuk
La rivière Nuyakuk est un cours d'eau d'Alaska, aux États-Unis situé dans la région de recensement de Dillingham. C'est un affluent du fleuve Nushagak.

## Description
Longue de 36 milles (58 km), elle prend sa source dans le lac Tikchik et coule en direction du sud-est pour rejoindre le fleuve Nushagak à 65 milles (105 km) au nord-est de Dillingham.
Elle a été référencée en 1898.

## Affluent
- Tikchik – 45 milles (72 km)